# 日本書籍出版協会
一般社団法人日本書籍出版協会（にほんしょせきしゅっぱんきょうかい、Japan Book Publishers Association）は、書籍を刊行する出版社による業界団体。略称は「書協」、「JBPA」。出版四団体（日本雑誌協会、日本出版取次協会、日本書店商業組合連合会）と呼ばれているうちの一つ。
会員出版社のみならず、非会員出版社に対しても、データベース「日本書籍総目録」の出版物の登録や「東京国際ブックフェア」への共同出展を受け入れるなど日本の出版文化に貢献する公益的な事業を展開している。

## 概要
- 所在地 - 〒101-0051　東京都千代田区神田神保町1-32　出版クラブビル5F[2]
- 理事長 - 小野寺優（2021年時点）[3]
- 会員 - 391社（2023年7月時点）[4]
- 設立 - 1957年3月[5]

## 沿革
- 1957年3月：181社で設立[5]。
- 1958年3月：『日本総合図書目録』の刊行開始[5]。
- 1958年4月：国際出版連合（英語版）（IPA）に加盟[5]。
- 1965年4月：文部省より社団法人許可[5]。
- 1976年5月：『これから出る本』創刊[6]。
- 1977年10月：『日本書籍総目録』刊行[5]。
- 1984年5月：第1回「日本の本展」（1988年の第3回より「東京国際ブックフェア」に改称）開催[5]。
- 1990年12月7日：他の出版関係6団体とともに「出版者著作権協議会」（出著協、現在の「出版者著作権管理機構」）を設立[7]。
- 1994年1月：アジア・太平洋出版連合（APPA）の設立に参加し加盟[5]。
- 1997年9月：『日本書籍総目録』をデータベース化し、インターネット上で検索できるサイト「Books」を公開[8]。
- 2007年3月：創立50周年[5]。
- 2013年：一般社団法人に移行[5]。
- 2018年11月：千代田区神田神保町に移転[5]。
- 2023年12月：『これから出る本』休刊[9]。

## 事業
「日本総合図書目録」のデータベース
出版情報のインフラ整備の一環として、出版物の版元・発行元が提供するデータを登録している。会員出版社以外からのデータを積極的に受け入れている。版元・発行元は刊行予定の段階から電子データを送り、品切れ情報なども逐次更新する。版元ドットコムなど版元の団体では、まとめて送るシステムを確立している。出版情報の提供先は、書籍検索サイトBooks.or.jp、各種のインターネット書店、取次会社4社。
『これから出る本』発行
近刊情報誌「これから出る本」は、1976年5月に創刊。月2回（1日・16日）の発行。書店で無料配布される。掲載される書籍は、会員社の発行物に限定。2023年12月下期号を以って休刊。
出版契約書の頒布
各種の出版契約書のフォーマットを、インターネットで無料ダウンロード出来るようにしている。
出版に関わる専門知識の提供
出版営業、出版社の用語、翻訳出版、外国語版出版・国際共同出版、特有の税務会計、出版契約に関した専門知識を扱った書籍を発行している。
東京国際ブックフェア（TIBF）
読書推進運動の事業として、1984年以降「日本の本展」を隔年で開催。1992年から東京国際ブックフェアと名称・内容を変更、1994年から2016年まで毎年開催。

## 役員
令和4・5年度の役員は以下の通り。
理事長
- 小野寺優（河出書房新社）

副理事長
- 井村寿人（勁草書房）
- 野間省伸（講談社）
- 相賀昌宏（小学館）
- 山本憲央（中央経済社ホールディングス）
- 成瀬雅人（原書房）

専務理事
- 樋口清一（兼事務局長 常勤）

常任理事
- 金原優（医学書院）
- 村上和夫（オーム社）
- 曽根良介（化学同人）
- 南條光章（共立出版）
- 斎藤健司（金の星社）
- 富永靖弘（新星出版社）
- 佐藤隆信（新潮社）
- 岡本功（ひかりのくに）
- 千葉均（ポプラ社）
- 江草貞治（有斐閣）

理事
- 筑紫和男（建帛社）
- 小峰広一郎（小峰書店）
- 鶴巻謙介（サンクチュアリ・パブリッシング）
- 太田泰弘（晶文社）
- 佐藤諭史（新興出版社啓林館）
- 矢部敬一（創元社）
- 佐藤歩武（大学書林）
- 鈴木一行（大修館書店）
- 喜入冬子（筑摩書房）
- 谷口奈緒美（ディスカヴァー・トゥエンティワン）
- 黒田拓也（東京大学出版会）
- 梅澤俊彦（日本医事新報社）
- 佐藤潤一（福音館書店）
- 下中美都（平凡社）
- 内田真介（ベレ出版）
- 西村明高（法藏館）
- 池田和博（丸善出版）
- 片岡敦（臨川書店）

監事
- 安部英行（学事出版）
- 風間敬子（風間書房）
- 飯塚尚彦（産業図書）
- 中部嘉人（文藝春秋）
- 室中道雄（公認会計士）